# Ditlev Brockdorff (landråd)
 Der er flere personer med dette navn, se Ditlev Brockdorff.
Ditlev (eller Detlev) Brockdorff (født 6. oktober 1642 på Wensin, død 14. oktober 1732 på Rohlstorf) var en holsten-gottorpsk konferensråd, landråd og amtmand.
Han var søn af Joachim Brockdorff (1607-1680) til Wensin, der havde været hofmester hos hertug Adolf og siden blev oberstløjtnant i fransk tjeneste, og Anna Margrethe Rantzau af huset Siggen (1624-1689). Han nød en omhyggelig opdragelse, måtte allerede som barn holde franske og latinske haranguer til faderens gæster og besøgte som yngling universiteterne i Rostock (immatrikuleret 1661), Greifswald (immatrikuleret 1662), Helmstedt og Groningen (immatrikuleret 1663), hvor han især lagde sig efter lovkyndigheden. På en længere rejse besøgte han dernæst England, Frankrig (Orléans), Schweiz og Italien (immatrikuleret 1666 i Siena).
Henad 1670 kom han tilbage til Holsten og opslog sin bolig på Rohlsdorf. Da faderen døde 12. april 1680, arvede han dennes vidtløftige jordegodser, som han senere på forskellig måde forøgede, så han til sidst ejede 11 store riddergodser: Rohlstorf, Gaarz, Saxtorp, Hohenlieth, Rosenhof, Travenort, Manhagen, Osterrade og Kluvensiek foruden Visselbjerg i Jylland (Alslev Sogn, Skads Herred) og Asserstrup og Grimsted (nu Frederiksdal) på Lolland (Sandby Sogn, Nørre Herred). 1701 blev han landråd og amtmand i Oldenburg.
20. august 1667 ægtede han i Kiel Margrethe Øllegaard Ahlefeldt (9. september 1650 i Flensborg – 28. februar 1706), datter af amtmand Cai Ahlefeldt til Saxdorf og Sophie Rantzau (Breitenburg). Parret fik bl.a. sønnen Wulf Jasper Brockdorff (senere gehejmeråd og godsejer i Holsten). Efter Margrethe Øllegaard Ahlefeldts død giftede Brockdorff sig i 1711 med Bertha Catharina Ahlefeldt (1646 – 2. september 1721 i Preetz) af Osterrade, som han allerede i sin første hustrus levetid havde stået i et forhold til. Hun var enke efter Wulf Heinrich Thienen til Wahlstorf, Güldenstein og Schinkel og datter af Henrik Ahlefeldt til Kluvensiek, Osterrade og Sehested (1619–1702) og Catharina Ahlefeldt (død 1708). Brockdorff giftede i 1692 sin anden hustrus datter Anna Catharina af første ægteskab (ca. 1676-1727) med sin søn Cai Brockdorff (1670-1736, senere holsten-gottorpsk gehejmekonferensråd, landråd og amtmand i Oldenburg).
Brockdorff beklædte ingen diplomatiske stillinger i udlandet og afslog ofte regeringens tilbud om sådanne; derimod udøvede han stor indflydelse på ridderskabets forsamlinger osv. og tog sig med iver af sine godser, særlig af skoleundervisningen. Med sin første hustru havde han 13 børn, af hvilke 8 overlevede ham. Hans ældste søn, Ditlev Brockdorff (1676-1748) til Neuhaus, Saxdorf m. m., blev konferensråd, kejserlig kammerherre, Ridder af Sankt Annas Orden og var på hertugens vegne i Wien for som sin herres stedfortræder at modtage den holstenske belejring (12. juli 1725). Brockdorff døde på Rohlsdorf natten mellem 14. og 15. oktober 1732, over 90 år gammel, og gravsattes i kirken i Warder. Han blev senere genbegravet i Riseby Kirke. Han oprettede 1724 de Brockdorffske Familiehuse i Kiel til bolig for hans efterslægt (ophævet 1804).
Der findes et portrætmaleri, som måske er malet af Wolfgang Heimbach.